# Hugo Lagercrantz
Carl Hugo Lagercrantz, född 18 april 1945, är en svensk barnläkare. Han är senior professor i barnmedicin vid Karolinska Institutet och tidigare ledamot av Nobelförsamlingen vid Karolinska Institutet och Karolinska Institutets Nobelkommitté.
Mellan åren 1989 och 2004 var han chef för nyföddhetsvården vid barnkliniken på Karolinska sjukhuset, sedermera Astrid Lindgrens barnsjukhus. Han är sedan 2005 chefredaktör för den medicinska tidskriften Acta Paediatrica.  

## Biografi

### Familj
Hugo Lagercrantz tillhör huvudmannagrenen av adliga ätten nr 1011 Lagercrantz och är son till barnläkaren Rutger Lagercrantz och Marit, född Heyman. Lagercrantz är gift med Rose Lagercrantz samt far till Leo Lagercrantz, barnläkaren Rebecka Lagercrantz och journalisten Samuel Lagercrantz. Han är brorson till författaren och chefredaktören Olof Lagercrantz samt kusin till författaren David Lagercrantz och skådespelerskan Marika Lagercrantz.

### Karriär
Hugo Lagercrantz disputerade 1971 vid Karolinska institutet.
Mellan åren 1989 och 2004 var han chef för nyföddhetsvården vid barnkliniken på Karolinska sjukhuset, sedermera Astrid Lindgrens barnsjukhus. Han är sedan 2005 chefredaktör för den medicinska tidskriften Acta Paediatrica.  
Hugo Lagercrantz har bland annat forskat kring plötslig spädbarnsdöd. Han var i Sverige drivande för att ändra rådet att spädbarn bör placeras på mage till att de istället bör placeras på rygg för att minska risken för plötslig spädbarnsdöd; detta forskningsresultat har sitt ursprung i Nya Zeeland. 
Lagercrantz har även författat flera populärvetenskapliga böcker, bland andra "I barnets hjärna", som Augustprisnominerades år 2005. På inbjudan av Rädda Barnen har Lagercrantz under 2008 rest runt i Sverige och hållit föredrag om hjärnans utveckling under fosterstadiet och de tidiga barnaåren. 
Hugo Lagercrantz har varit verksam som debattör i flera ämnen med anknytning till bland annat barnhälsa och sjukvård. I en mycket uppmärksammad artikel ("Åklagaren har allvarligt skadat vår barnsjukvård") på DN Debatt den 7 mars 2009 angrep Lagercrantz kammaråklagare Elisabeth Brandt, som låtit gripa, anhålla och häkta en kvinnlig överläkare vid Astrid Lindgrens barnsjukhus, anklagad för mord alternativt dråp av ett för tidigt fött spädbarn.
Hugo Lagercrantz tilldelades 2014 Nils Rosén von Rosenstein-priset som delas ut var femte år till tre internationellt framstående forskare inom barnmedicin. Han har för sin forskning också fått Läkaresällskapets Oskar Medins pris 2011 och 2010 tilldelades han Dagens Medicins debattpris för att ”i många år oförtrutet ha drivit de allra minsta barnens sak i sjukvårdsdebatten, och i svallvågorna efter fallet med en dråpanklagad läkare varit en förkämpe för klarare riktlinjer kring möjligheter att avbryta ’meningslös’ behandling”.
I en artikel på DN Debatt den 2 augusti 2007 försvarade Hugo Lagercrantz "grundläggande värden om akademisk frihet". Han menade också med anledning av en diskussion om bojkott av israeliska universitet att "utbildningsministern och universitetskanslern måste snarast klargöra att liknande aktioner ej är acceptabla i vårt land".
Hugo Lagercrantz menar att barn under två år inte ska placeras på daghem eller förskola. Han hävdar även att daghem "byggts till förmån för de vuxna" och inte för barnen.